# Pietropawłowsk Kamczacki
Pietropawłowsk Kamczacki (ros. Петропавловск-Камчатский, Pietropawłowsk-Kamczatskij, nieoficjalnie też Петропавловск-на-Камчатке, Pietropawłowsk na Kamczatkie) – miasto w krańcowo dalekowschodniej Rosji, stolica Kraju Kamczackiego.

## Historia
Miasto zostało założone w 1740 przez rosyjskiego podróżnika duńskiego pochodzenia Vitusa Beringa. W nadanej nazwie połączył on nazwy swoich dwóch statków: „Św. Paweł” i „Św. Piotr”, na których w czerwcu tegoż roku wyruszył stąd na wyprawę w poszukiwaniu północno-zachodnich brzegów Ameryki.
Od 28 sierpnia do 7 września 1854 miasto było atakowane przez wojska angielsko-francuskie.
W Kazachstanie istnieje jeszcze jedno miasto Pietropawłowsk, ośrodek administracyjny obwodu północnokazachstańskiego, dlatego do nazwy miasta na Kamczatce jest dodawane „Kamczacki”.
Jest to ważny ośrodek wojskowy, przemysłowy, naukowy, kulturalny i turystyczny. Ulokowana jest tu największa baza okrętów podwodnych Rosji, a poprzednio – ZSRR. Miasto jest osiągalne jedynie drogą lotniczą dzięki rozbudowanemu pobliskiemu lotnisku cywilno-wojskowemu oraz przez morze.
W 2010 miasto miało 179 780 mieszkańców. W 2007 ludność miasta wynosiła 194 915 osób, a w 2002 – 198 tys., wykazując tendencję spadkową, odzwierciedlającą charakterystyczne wyludnianie się Syberii i Dalekiego Wschodu Rosji.

## Geografia
Miasto jest położone geograficznie na wschodnim wybrzeżu (oceanicznym) Kamczatki, nad Zatoką Awaczyńską (częścią Oceanu Spokojnego, dokładniej – Morza Beringa). W jego krajobrazie dominują strome, skaliste, wiecznie ośnieżone wulkany. Ich podnóża porasta zasadniczo niewykarczowany las.

## Turystyka
Miasto, z uwagi na malownicze okolice i dostępność drogą lotniczą, rozwinęło niepospolicie bogatą infrastrukturę turystyczną jak na warunki syberyjskie: około dwudziestu dużych agencji turystycznych posiada jakąś ofertę, zazwyczaj polowanie na niedźwiedzie, lotniarstwo, alpinistykę czy wyprawy terenowe. Żadne drogi nie łączą jeszcze Kamczatki z resztą świata (istnieją jednakże połączenia drogowe z innymi miastami na półwyspie Kamczatka: główna droga nr P474 wiedzie z Pietropawłowska przez Jelizowo do Ust´-Kamczatsk.
Popularność miasta stale wzrasta, jako że cała Kamczatka jest pięknym, zalesionym, górzystym krajem, a tereny nadmorskie w okolicy miasta cieszą się stosunkowo umiarkowanym klimatem, pozbawionym ogromnych różnic temperatury charakterystycznych w kontynentalnym wnętrzu Syberii, np. w Jakucku. Miasto jest wygodnie obsługiwane portem lotniczym Pietropawłowsk Kamczacki, który z uwagi na zaopatrzenie pobliskiej bazy okrętów podwodnych Rosji (oryginalnie ZSRR) jest w stanie obsłużyć każdy typ samolotu (droga startowa o długości 3400 m o wysokiej nośności), i utrzymuje połączenia rejsowe kilku rosyjskich linii lotniczych z szeregiem większych miast Rosji (w tym do obu lotnisk międzynarodowych Moskwy, Petersburga czy Władywostoku) oraz do Anchorage na Alasce w USA. W szczycie sezonu (latem), istnieje połączenie Korean Air z jednym z głównych przesiadkowych lotnisk Azji, portem lotniczym Incheon w Seulu, stolicy Korei Południowej.

## Galeria

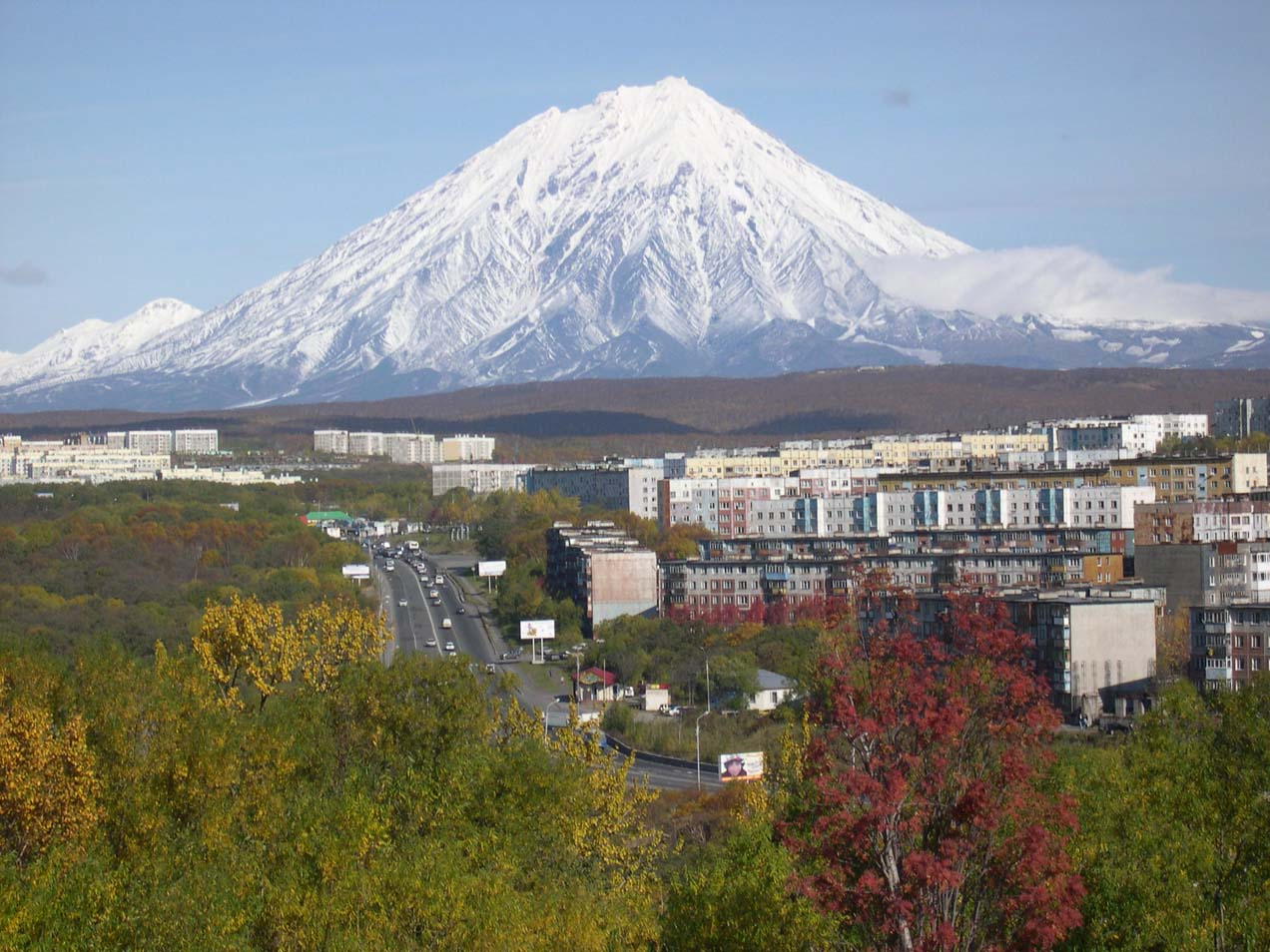
Wulkan Koriacka Sopka zdominował krajobraz. W każdym kierunku widok blokują wulkaniczne góry
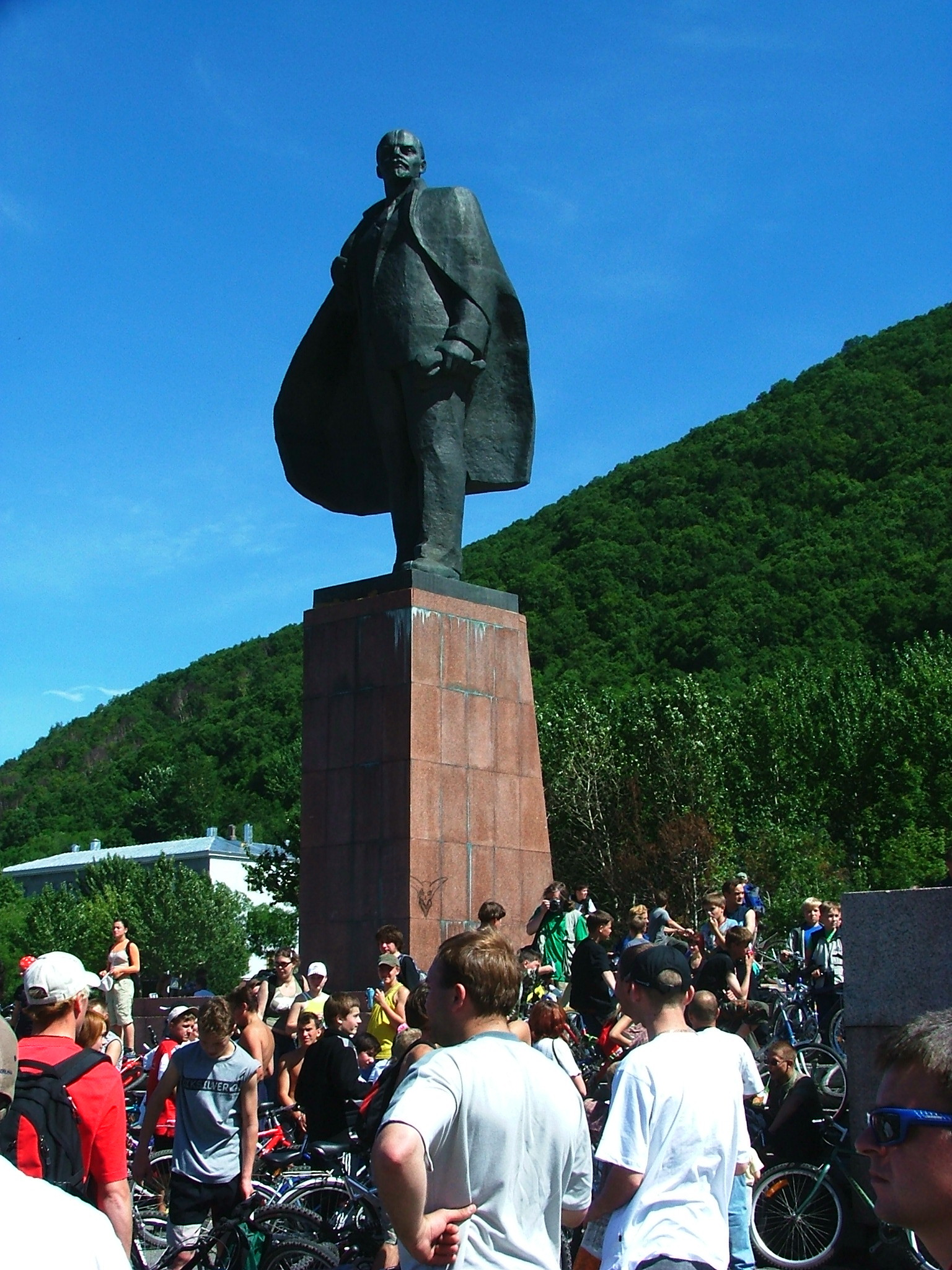
Pomnik Lenina na placu jego imienia
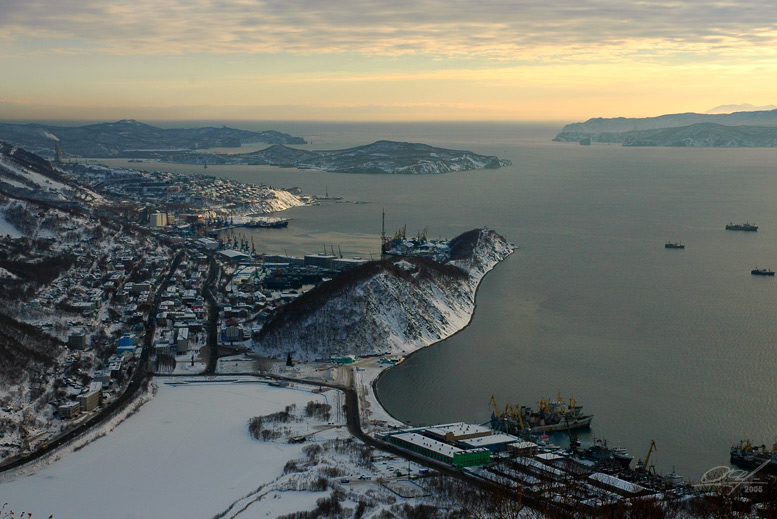
Port towarowy w Pietropawłowsku Kamczackim
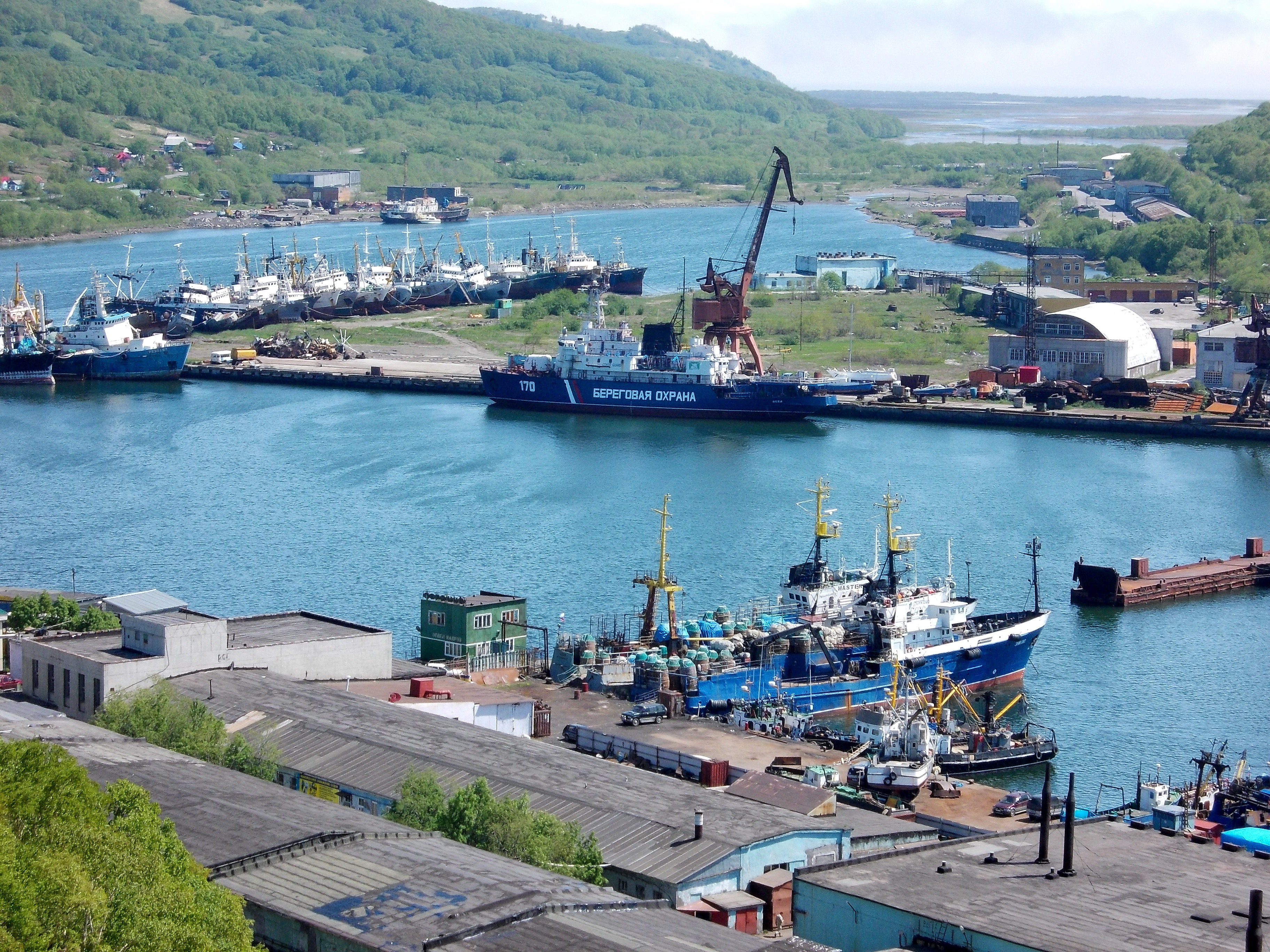
Stocznia
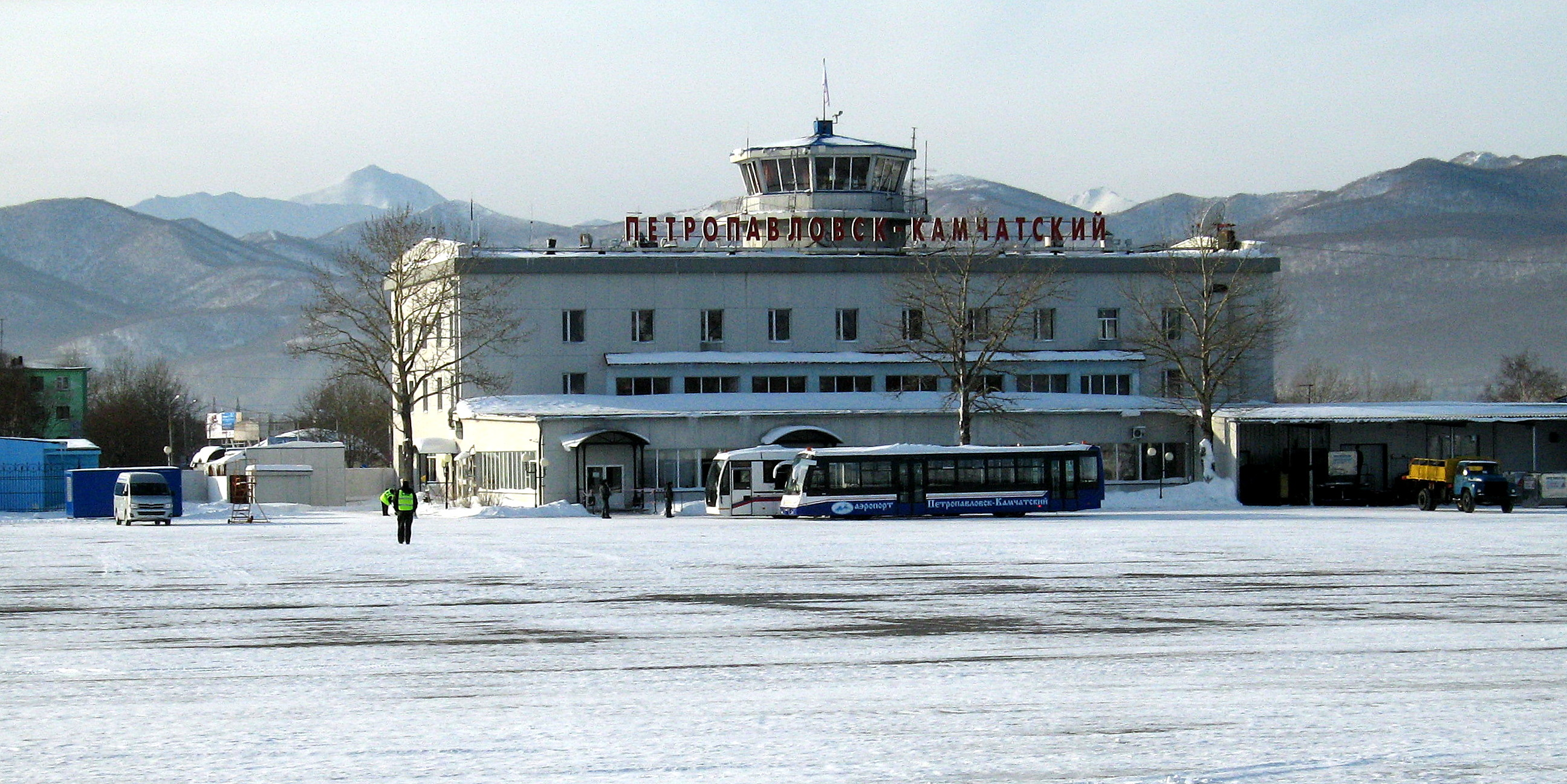
Lotnisko
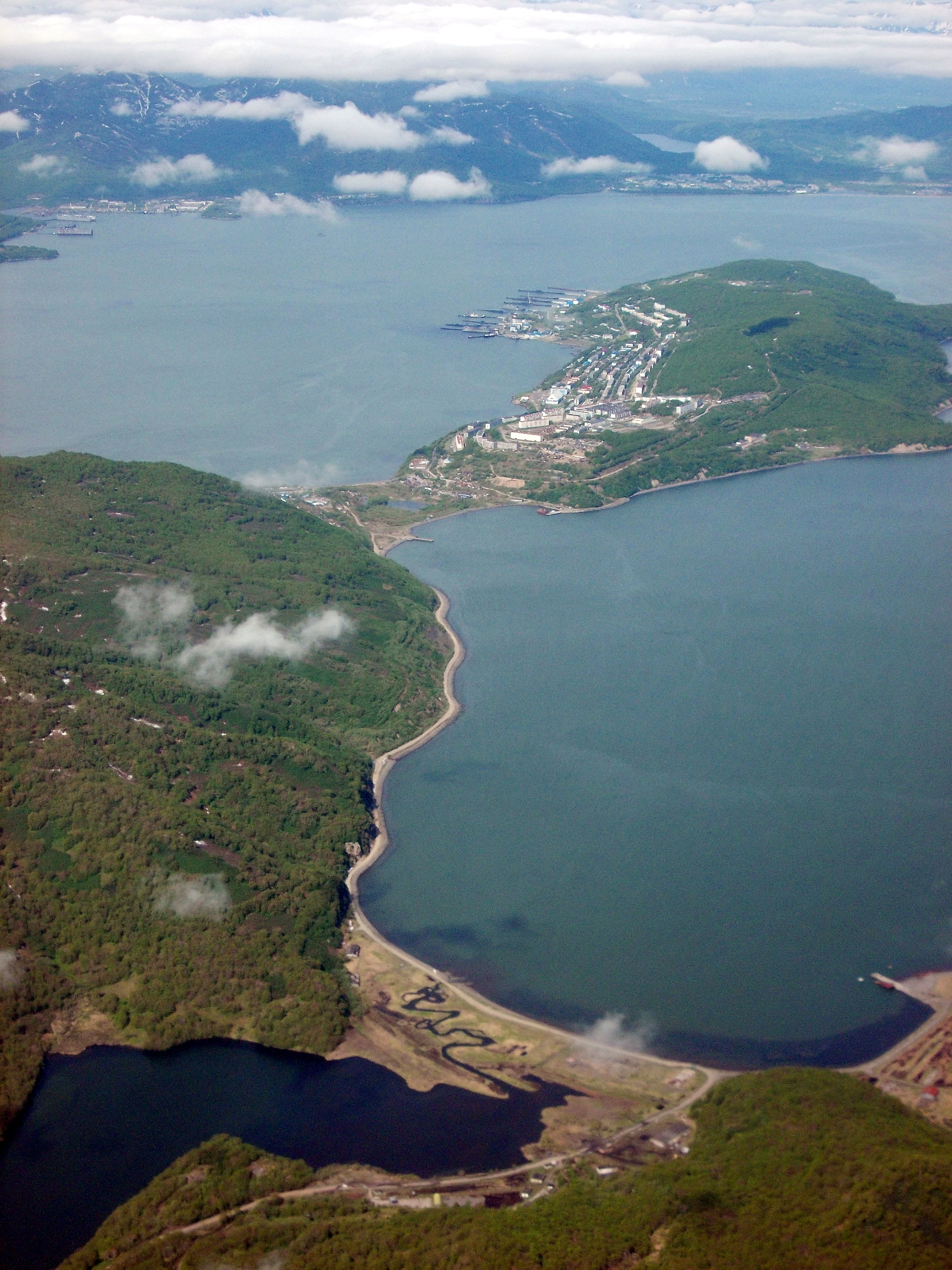
Półwysep Zawojko na południe od miasta
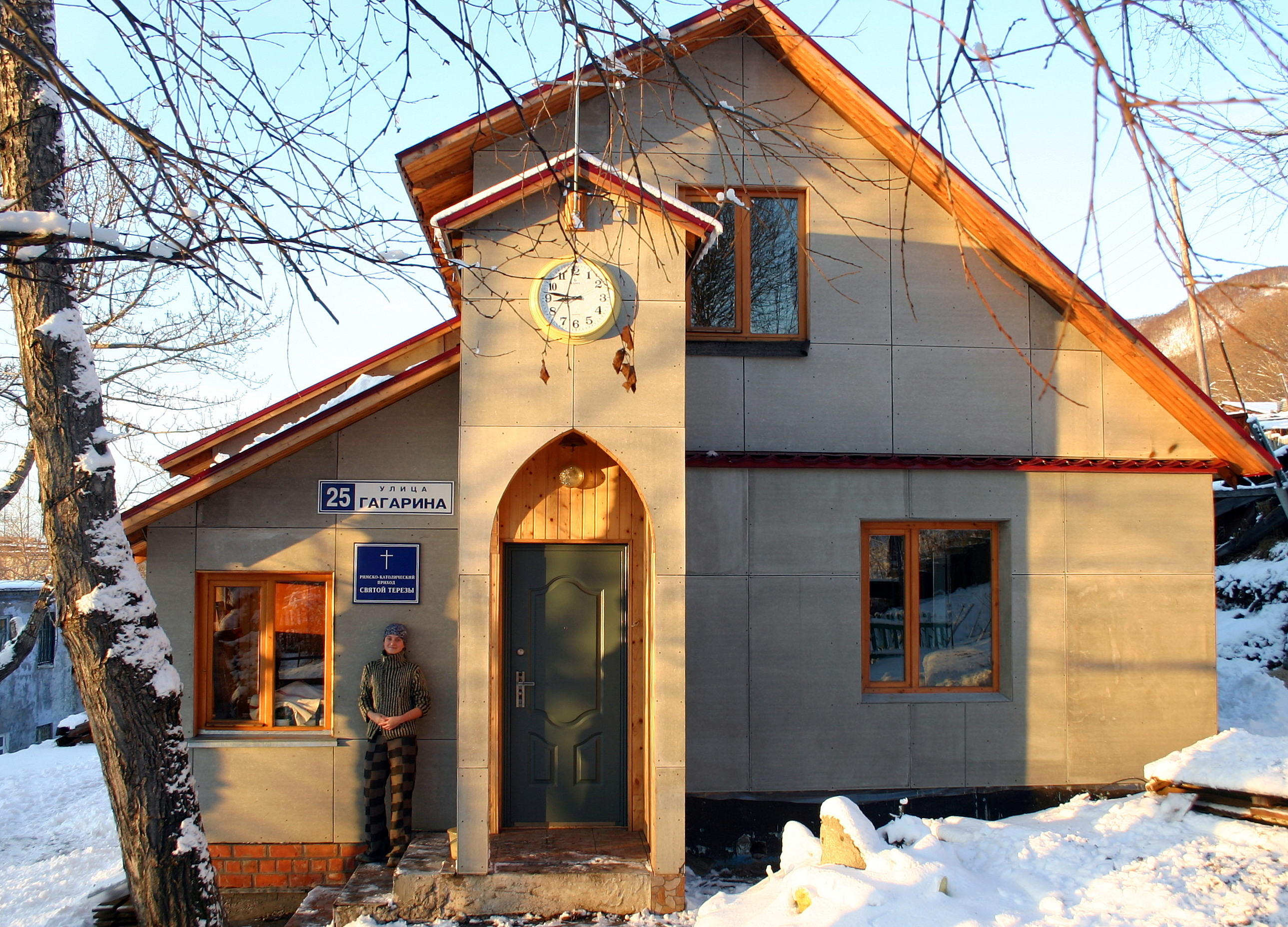
Kaplica rzymskokatolicka św. Teresy od Dzieciątka Jezus